# 제임스 하인드맨

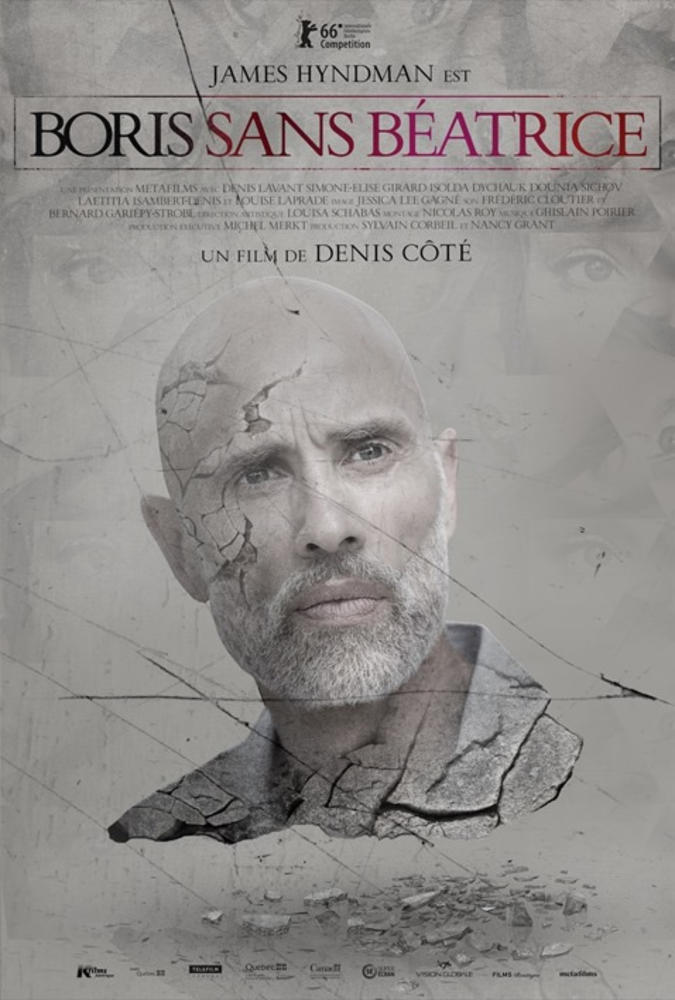

제임스 하인드맨(James Hyndman, 1962년 4월 23일 ~ )은 독일의 배우, 텔레비전 배우이다.
본에서 태어났다.

## 영화
- 베아트리체 없는 보리스 (2016년)
- 블랙 아이 독 (2006년)
- 더 마쉬 (2002년)
- 메모리스 언락 (1999년)
- 엘도라도 (1995년)